# David Dobrik
Dávid Julián Dobrík (Kassa, 1996. július 23. –) egy youtuber, podcaster és a Dispo alapítója. Első sikereit a Vine platformon érte el, mielőtt 2015-ben a YouTube-on kezdett el vlogolni.
A The Vlog Squad YouTube csoport vezetője, akik gyakran szerepelnek videóiban. 2021 júliusáig vlog-csatornájának 18.3 millió feliratkozója van, több, mint 6 milliárd megtekintéssel. 2019-ben az ötödik legtöbbet megtekintett készítő volt, 2.4 milliárd megtekintéssel az adott évben.
Dobrik szinkronszínészkedett az Angry Birds 2 filmben és a Nickelodeon America’s Most Musical Family című műsorának egyik zsűritagja volt.

## Korai évek
Hatéves korában költözött családjával illegálisan Vernon Hillsbe (Illinois). A 2014-es állami teniszbajnokságon harmadik lett. Középiskolai évei után Los Angelesbe költözött, hogy Vine karrierjére koncentráljon.

## Vlog Squad

### Tagok
- Jason Nash
- Natalie Mariduena
- Josh Peck
- Zane Hijazi
- Heath Hussar
- Mariah Amato
- Scotty Sire
- Kristen McAtee
- Nick Antonyan
- Vardan Antonyan
- Suzy Antonyan
- Matt King
- Toddy Smith
- Corinna Kopf
- Jeff Wittek
- Joe Vulpis
- Carly Incontro
- Erin Gilfoy

### Korábbi tagok
- Gabbie Hanna
- Liza Koshy
- Trisha Paytas
- BigNik
- Dom Zeglaitis
- Seth Francois
- Brandon Calvillo
- Elton Castee
- Alex Ernst

## Botrányok

### Szexuális zaklatási ügy
2021 februárjában Seth Francois, a Vlog Squad egy korábbi tagja szexuális zaklatással vádolta Dobrikot, miután belevezették Jason Nash megcsókolásba, tudomása nélkül.
2021. március 16-án a Business Insider lehozott egy cikket, amelyben egy 2018-as felvételről írtak. A vlog csoportos szexről szólt, amelyben a riport elmondása szerint Dom Zeglaitis megerőszakolt egy nőt, mikor az részeg volt. Ugyanezen a napon Dobrik kiadott egy videót Let's talk címen, amelyben a Vlog Squad korábbi tagjairól beszélt. Ezóta Dobrik sok rajongót és szponzort is vesztett és elhagyta pozícióját a Dispo-nál. 2021. március 26-án hírek szerint a YouTube ideiglenesen elvette azt a funkciót Dobrik és Zeglaitis csatornáitól, hogy kereshessenek pénzt munkájukkal.

### Jeff Wittek sérülése
2021 áprilisában Jeff Wittek, a Vlog Squad egyik tagja kiadott egy dokumentumfilmet Don't Try This At Home címen, amelyben elmesélte egy 2020 júniusi balesetének részleteit, mikor eltörte arccsontját és koponyáját, amelynek következtében át kellett esnie egy műtéten is. Ez az eset Dobrik egyik videójának felvétele közben történt, mikor a csoport wakeboardozni ment. Egy bemutatott videóban látható, ahogy Corinna Kopf majdnem leesett a Dobrik által vezetett markolóról. Mikor Wittekre került a sor, Dobrik mindenkinél magasabbra emelte, aminek következtében nekicsapódott a markolónak és beleesett a tóba.

## Podcast
A VIEWS with David Dobrik & Jason Nash egy podcast, amelynek David Dobrik és Jason Nash a házigazdája. Az első epizódot 2017. május 15-én töltötték fel, az iTunes listájának második helyén debütált. 2021 júniusáig 199 epizód készült el. 2018 szeptemberében Dobrik létrehozta a Views Podcast csatornát, amelyre a podcast részeit tölti fel.

## Magánélet
Dobriknak három fiatalabb testvére van. Ugyan illegálisan érkezett az Egyesült Államok területére, a DACA értelmében védve van deportálástól, mert gyerekként költözött az országba. Beszél szlovákul és magyarul is.
Dobrik 2015 és 2018 között Liza Koshy youtuberrel élt. Szakításukat 2018 júniusában jelentették be. 2019. május 15-én Dobrik törvényesen összeházasodott Lorraine Nash-sel, Jason Nash anyjával, egyik vlogjának részeként. 2019. június 12-én bejelentette, hogy ő és Nash eldöntötték, hogy egy hónap után elválnak. 2019. november 22-én lett vége házasságuknak hivatalosan.

## Filmográfia

### Film
| Év   | Cím                     | Szerep        | Jegyzet      | For.   |
| ---- | ----------------------- | ------------- | ------------ | ------ |
| 2016 | FML                     | Taylor Mackey | Mellékszerep | [ 26 ] |
| 2019 | Airplane Mode           | Önmaga        | Mellékszerep | [ 27 ] |
| 2019 | Angry Birds 2. – A film | Axel          | Szinkron     | [ 28 ] |

### Rövidfilm
| Év   | Cím              | Szerep      | Jegyzet  | For.   |
| ---- | ---------------- | ----------- | -------- | ------ |
| 2015 | An Interrogation | David Baker | Főszerep | [ 29 ] |

### Televízió
| Year | Cím                                                             | Role   | Notes                            | Ref.   |
| ---- | --------------------------------------------------------------- | ------ | -------------------------------- | ------ |
| 2019 | 2019 Kids' Choice Sports                                        | Önmaga | Szereplő                         | [ 30 ] |
| 2019 | 2019 Teen Choice Awards                                         | Önmaga | Házigazda                        | [ 31 ] |
| 2019 | America's Most Musical Family                                   | Önmaga | Zsűri                            | [ 9 ]  |
| 2019 | Chopped Junior                                                  | Önmaga | Vendégzsűri (2019. november 12.) | [ 32 ] |
| 2020 | Graduate Together: America Honors the High School Class of 2020 | Önmaga | Vendég                           | [ 33 ] |
| 2020 | #KidsTogether: The Nickelodeon Town Hall                        | Önmaga | Vendég                           | [ 34 ] |
| 2020 | The Stars of SpongeBob Fan Favorites Special                    | Önmaga | Házigazda                        | [ 35 ] |
| 2020 | Nickelodeon's Unfiltered                                        | Önmaga | Avocado Toasted Piñatas! epizód  | [ 36 ] |
| 2020 | Dodgeball Thunderdome                                           | Önmaga | Házigazda                        | [ 37 ] |

### Podcast
| Év   | Cím                                  | Jegyzet   | For.          |
| ---- | ------------------------------------ | --------- | ------------- |
| 2017 | VIEWS with David Dobrik & Jason Nash | Házigazda | [ 38 ] [ 39 ] |

### Videóklip
| Év   | Dal                   | Előadó        | Szerep | Rendező           |
| ---- | --------------------- | ------------- | ------ | ----------------- |
| 2017 | Sad Song              | Scotty Sire   | Önmaga | 80Fitz            |
| 2017 | My Life Sucks         | Scotty Sire   | Önmaga | 80Fitz            |
| 2017 | Gucci Bands           | Dom Zeglaitis | Önmaga | Richard Selvi     |
| 2018 | David's Haunted House | Scotty Sire   | Önmaga |                   |
| 2018 | Cozy                  | Trisha Paytas | Önmaga | Andrew Vallentine |
| 2019 | Graduation            | Juice WRLD    | Ryan   | Jake Schreier     |
| 2020 | 25 Christmas Trees    | Scotty Sire   | Önmaga | Juliana Accetone  |

## Díjak
| Év   | Díjátadó               | Kategória                 | Jelölt/Munka                                                | For.   |
| ---- | ---------------------- | ------------------------- | ----------------------------------------------------------- | ------ |
| 2017 | Streamy Awards         | Breakout Creator          | Önmaga                                                      | [ 40 ] |
| 2017 | Shorty Awards          | Az év vloggere            | Önmaga                                                      | [ 41 ] |
| 2018 | Shorty Awards          | YouTube csoport           | Vlog Squad                                                  | [ 42 ] |
| 2018 | Shorty Awards          | Legjobb podcast           | VIEWS with David Dobrik and Jason Nash                      | [ 43 ] |
| 2018 | Streamy Awards         | First Person              | Önmaga                                                      | [ 44 ] |
| 2018 | Streamy Awards         | Csoport                   | David's Vlog                                                | [ 44 ] |
| 2019 | Teen Choice Awards     | Choice Male Web Star      | Önmaga                                                      | [ 45 ] |
| 2019 | Streamy Brand Awards   | Brand Engagement          | Chipotle + David Dobrik                                     | [ 46 ] |
| 2019 | People's Choice Awards | Social Star               | Önmaga                                                      | [ 47 ] |
| 2019 | Streamy Awards         | First Person              | Önmaga                                                      | [ 48 ] |
| 2019 | Streamy Awards         | Közreműködés              | "SURPRISING PEOPLE WITH KYLIE JENNER!!" (Kylie Jennerrel)   | [ 48 ] |
| 2019 | Streamy Awards         | Csoport                   | Vlog Squad                                                  | [ 48 ] |
| 2020 | Kids' Choice Awards    | Favorite Male Social Star | Önmaga                                                      | [ 49 ] |
| 2020 | Streamy Awards         | Közreműködés              | "SURPRISING PEOPLE WITH JUSTIN BIEBER!!" (Justin Bieberrel) | [ 50 ] |